# ハイパー・ステージ!
『ハイパー・ステージ!』は宝塚歌劇団の舞台作品。花組公演。形式名は「ショー」。16場。作・演出は石田昌也。併演作品は『冬の嵐、ペテルブルグに死す』。

## 公演期間と公演場所
- 1994年9月30日 - 11月7日　宝塚大劇場[1]

※東京宝塚劇場未公演

## 解説
1994年当時の宝塚から未来に向けて、"出発点"的な意味を込めて新感覚のショー作りにチャレンジした作品。一人ひとりの個性を大切に、色合いの違うバラエティに富んだ場面で構成された。ロンドン公演を経て益々の充実をみせる安寿ミラを中心に、ダンスに定評のある花組の魅力が集約されて、エネルギッシュなパワーが炸裂した舞台となった。
※『宝塚歌劇100年史（舞台編）』の宝塚大劇場公演参考。

## スタッフ
- 作曲・編曲[1]：高橋城/西村耕次
- 音楽指揮[1]：小高根凡平
- 振付[1]：中川久美/藍エリナ
- 装置[1]：石濱日出雄
- 衣装[1]：有村淳
- 照明[1]：今井直次
- 音響[1]：加門清邦
- 小道具[1]：万波一重
- 効果[1]：市成秀二
- 演出助手[1]：木村信司/藤井大介/齋藤吉正
- 振付助手[1]：入江利明
- 装置補[1]：広森守
- 制作[1]：久保孝満
- 衣装生地提供[1]：ミカレディ株式会社

## 主な配役
- サブマリンの男S、サムライS、ジャングルキング、帰って来た男、ジゴロS、フィナーレの男S1 - 安寿ミラ[1]
- 歌う士官、恋人男、レーサーS、青年、歌手男、フィナーレの男S2 - 真矢みき[1]
- サブマリンの女、娘/姫、エトワール - 森奈みはる[1]
- サブマリンの男、恋人男、ゼブラ、海賊/船長、歌う青年 - 愛華みれ[1]
- レーサー、ゼブラ、町の男、ジゴロA - 紫吹淳[1]
- 恋人女、女豹A、歌う娘 - 渚あき[1]
- サブマリンの女、女豹S、ロケットA - 月影瞳[1]